# Rush Tour
Il Rush Tour è il primo tour ufficiale della band canadese Rush.

## Storia
Dopo anni di intensa attività live a livello semi professionistico, ed esclusivamente in territorio canadese, i Rush iniziano il loro primo vero tour, a sostegno dell'omonimo album di debutto.
Il tour, che si tiene generalmente presso piccole location, è suddiviso in due parti: la prima, che si svolge ancora sostanzialmente solo in Canada con 68 spettacoli, molti dei quali sono replicati nel medesimo luogo, e che vede alla batteria il primo percussionista della band, John Rutsey; la seconda, che si tiene prevalentemente in suolo statunitense con la formazione definitiva del gruppo, con Neil Peart alla batteria, e che si struttura in 87 esibizioni, 4 delle quali vengono però annullate.
I Rush sono la principale attrazione in alcuni spettacoli, soprattutto in Canada (tra i gruppi di supporto per i Rush: Fat Chance, Albatros, Fancy, Joe Meldenson) o, negli show più importanti, fanno da gruppo di supporto per altri artisti più affermati.
Durata approssimativa dello show: 40/60 minuti.
Nell'ottobre 2020 è stato realizzato il Tourbook del Rush Tour, il primo tour del gruppo per il quale non era prevista nessuna pubblicazione: i tourbook sono stati in origine realizzati solo a partire dal 2112 Tour, mentre i primi tre tour del gruppo non erano accompagnati dalla distribuzione degli opuscoli. La pubblicazione include foto d'epoca, la lista dell'equipaggiamento utilizzato dai musicisti durante il tour, lo staff impiegato nell'organizzazione degli show, sul modello dei tourbook originali resi disponibili per ogni tour della band a partire dal 1976.

## Formazione
- Geddy Lee – basso elettrico, voce
- Alex Lifeson – chitarra elettrica, chitarra acustica, cori
- John Rutsey – batteria (prima parte del tour, dal 18 marzo al 26 luglio 1974)
- Neil Peart – batteria (seconda parte del tour, dal 14 agosto 1974 al 31 gennaio 1975)

## Scaletta
I vari show non prevedono una scaletta precisa, né una durata costante; nella setlist vengono incluse, oltre che materiale tratto da Rush, anche alcune cover, brani che compariranno nel successivo album Fly by Night, ma, soprattutto, alcuni brani inediti che non verranno mai pubblicati su album da studio: The Loser, I've Been Runnin, Fancy Dancer e Garden Road.
Ecco, a titolo esemplificativo, la scaletta di due show dell'epoca:
14 agosto 1974, Pittsburgh:
- Finding My Way
- In the Mood
- Bad Boy (brano di Larry Williams, portato al successo dai Beatles)
- Working Man / assolo di batteria

26 agosto 1974, Cleveland:
- Finding My Way
- Best I Can (brano ancora inedito)
- Need Some Love
- In the End (brano ancora inedito)
- Fancy Dancer (brano originale rimasto inedito)
- In the Mood
- Bad Boy (cover di Larry Williams)
- Here Again
- Working Man / assolo di batteria
- What You're Doing
- Garden Road (brano originale rimasto inedito)

## Date
Calendario completo del tour
| Prima Leg (John Rutsey alla batteria)  |                  |                       |                                              |                                      |
| Data                                   | Città            | Paese                 | Luogo                                        | Note                                 |
| 4 febbraio 1974                        | Toronto          | Canada                | Larry's Hide Away                            |                                      |
| 5 febbraio 1974                        | Toronto          | Canada                | Larry's Hide Away                            |                                      |
| 6 febbraio 1974                        | Toronto          | Canada                | Larry's Hide Away                            |                                      |
| 7 febbraio 1974                        | Toronto          | Canada                | Larry's Hide Away                            |                                      |
| 18 marzo 1974                          | Toronto          | Canada                | Piccadilly Tube                              |                                      |
| 19 marzo 1974                          | Toronto          | Canada                | Piccadilly Tube                              |                                      |
| 20 marzo 1974                          | Toronto          | Canada                | Piccadilly Tube                              |                                      |
| 21 marzo 1974                          | Toronto          | Canada                | Piccadilly Tube                              |                                      |
| 22 marzo 1974                          | Toronto          | Canada                | Piccadilly Tube                              |                                      |
| 23 marzo 1974                          | Toronto          | Canada                | Piccadilly Tube                              |                                      |
| 24 marzo 1974                          | Arkona           | Canada                |                                              |                                      |
| primavera 1974                         | St. Catharines   | Canada                | Laura Secord Secondary School                | concerto filmato                     |
| primavera 1974                         | St. Thomas       | Canada                | Parkside Collegiate Institute                |                                      |
| 5 aprile 1974                          | Toronto          | Canada                |                                              |                                      |
| 6 aprile 1974                          | Toronto          | Canada                |                                              |                                      |
| 8 aprile 1974                          | Niagara Falls    | Canada                | Sir Sam's                                    |                                      |
| 9 aprile 1974                          | Niagara Falls    | Canada                | Sir Sam's                                    |                                      |
| 10 aprile 1974                         | Niagara Falls    | Canada                | Sir Sam's                                    |                                      |
| 11 aprile 1974                         | Niagara Falls    | Canada                | Sir Sam's                                    |                                      |
| 12 aprile 1974                         | Niagara Falls    | Canada                | Sir Sam's                                    |                                      |
| 13 aprile 1974                         | Niagara Falls    | Canada                | Sir Sam's                                    |                                      |
| 21 aprile 1974                         | Don Mills        | Canada                |                                              |                                      |
| 22 aprile 1974                         | Toronto          | Canada                |                                              |                                      |
| 3 maggio 1974                          | Toronto          | Canada                | The Colonial Tavern                          |                                      |
| 4 maggio 1974                          | Toronto          | Canada                | The Colonial Tavern                          |                                      |
| 10 maggio 1974                         | Gravenhurst      | Canada                |                                              |                                      |
| 15 maggio 1974                         | Alliston         | Canada                | Banting Memorial High School                 |                                      |
| 17 maggio 1974                         | North Bay        | Canada                |                                              |                                      |
| 18 maggio 1974                         | Lansing          | Stati Uniti d'America | North Side Drive-in                          | primo show negli USA                 |
| 19 maggio 1974                         | Port Dover       | Canada                |                                              |                                      |
| 20 maggio 1974                         | Toronto          | Canada                |                                              |                                      |
| 21 maggio 1974                         | Toronto          | Canada                |                                              |                                      |
| 22 maggio 1974                         | Toronto          | Canada                |                                              |                                      |
| 23 maggio 1974                         | Toronto          | Canada                |                                              |                                      |
| 24 maggio 1974                         | Toronto          | Canada                |                                              |                                      |
| 25 maggio 1974                         | Toronto          | Canada                |                                              |                                      |
| 3 giugno 1974                          | Toronto          | Canada                | Larry's Hide Away                            |                                      |
| 4 giugno 1974                          | Toronto          | Canada                | Larry's Hide Away                            |                                      |
| 5 giugno 1974                          | Toronto          | Canada                | Larry's Hide Away                            |                                      |
| 6 giugno 1974                          | Toronto          | Canada                | Larry's Hide Away                            |                                      |
| 7 giugno 1974                          | Petrolia         | Canada                |                                              |                                      |
| 8 giugno 1974                          | Port Credit      | Canada                |                                              |                                      |
| 12 giugno 1974                         | Cannington       | Canada                | Brock District High School                   |                                      |
| 13 giugno 1974                         | Toronto          | Canada                |                                              |                                      |
| 14 giugno 1974                         | Elliot Lake      | Canada                |                                              |                                      |
| 17 giugno 1974                         | Hamilton         | Canada                | Duffy's Tavern                               |                                      |
| 18 giugno 1974                         | Hamilton         | Canada                | Duffy's Tavern                               |                                      |
| 19 giugno 1974                         | Hamilton         | Canada                | Duffy's Tavern                               |                                      |
| 20 giugno 1974                         | Hamilton         | Canada                | Duffy's Tavern                               |                                      |
| 21 giugno 1974                         | Hamilton         | Canada                | Duffy's Tavern                               |                                      |
| 22 giugno 1974                         | Hamilton         | Canada                | Duffy's Tavern                               |                                      |
| 28 giugno 1974                         | Cleveland        | Stati Uniti d'America | Allen Theatre                                | aprono per ZZ Top                    |
| 1º luglio 1974                         | Toronto          | Canada                | Seneca Theatre, Minkler Auditorium           | aprono per Nazareth                  |
| 2 luglio 1974                          | Toronto          | Canada                | The Colonial Tavern                          |                                      |
| 3 luglio 1974                          | Toronto          | Canada                | The Colonial Tavern                          |                                      |
| 4 luglio 1974                          | Toronto          | Canada                | The Colonial Tavern                          |                                      |
| 5 luglio 1974                          | Toronto          | Canada                | The Colonial Tavern                          |                                      |
| 6 luglio 1974                          | Toronto          | Canada                | The Colonial Tavern                          |                                      |
| 12 luglio 1974                         | St. Catharines   | Canada                | Garden City Arena                            |                                      |
| 13 luglio 1974                         | Sarnia           | Canada                |                                              |                                      |
| 15 luglio 1974                         | Bramalea         | Canada                |                                              |                                      |
| 18 luglio 1974                         | Hamilton         | Canada                | Hamilton Forum                               |                                      |
| 19 luglio 1974                         | Cornwall         | Canada                | Cornwall Arena                               |                                      |
| 21 luglio 1974                         | Port Dover       | Canada                |                                              |                                      |
| 22 luglio 1974                         | Port Dover       | Canada                |                                              |                                      |
| 23 luglio 1974                         | Port Dover       | Canada                |                                              |                                      |
| 25 luglio 1974                         | London           | Canada                | Centennial Hall                              | aprono per Kiss                      |
| 26 luglio 1974                         | Acton            | Canada                | M.Z. Bennet Public School                    |                                      |
| Seconda Leg (Neil Peart alla batteria) |                  |                       |                                              |                                      |
| Data                                   | Città            | Paese                 | Luogo                                        | Note                                 |
| 14 agosto 1974                         | Pittsburgh       | Stati Uniti d'America | Civic Arena                                  | aprono per Uriah Heep e Manfred Mann |
| 15 agosto 1974                         | Cleveland        | Stati Uniti d'America | Public Auditorium                            | aprono per Uriah Heep                |
| 16 agosto 1974                         | Cincinnati       | Stati Uniti d'America | Cincinnati Gardens                           | aprono per Uriah Heep e Manfred Mann |
| 17 agosto 1974                         | Charleston       | Stati Uniti d'America | Civic Center Arena                           | aprono per Uriah Heep                |
| 19 agosto 1974                         | Washington       | Stati Uniti d'America | Bogies                                       | data annullata                       |
| 20 agosto 1974                         | Pittsburgh       | Stati Uniti d'America | Stanley Theatre                              | aprono per Blue Öyster Cult          |
| 21 agosto 1974                         | St. Louis        | Stati Uniti d'America |                                              |                                      |
| 23 agosto 1974                         | St. Louis        | Stati Uniti d'America |                                              |                                      |
| agosto 1974                            | Mansfield        | Stati Uniti d'America | Straughn Auditorium, Mansfield State College |                                      |
| 26 agosto 1974                         | Cleveland        | Stati Uniti d'America | Agora Ballroom                               | esibizione radiodiffusa              |
| 27 agosto 1974                         | Saint Paul       | Stati Uniti d'America | Minnesota State Fair                         |                                      |
| 28 agosto 1974                         | Saint Paul       | Stati Uniti d'America | Minnesota State Fair                         |                                      |
| 29 agosto 1974                         | Asbury Park      | Stati Uniti d'America | Casino Arena                                 |                                      |
| 30 agosto 1974                         | Parsippany       | Stati Uniti d'America | Joint in the Woods                           |                                      |
| 31 agosto 1974                         | Bala             | Canada                | Kee to Bala                                  |                                      |
| 1º settembre 1974                      | Minden           | Canada                | Minden Arena                                 |                                      |
| 2 settembre 1974                       | Munson Township  | Stati Uniti d'America | Pineway Trails Park                          |                                      |
| 6 settembre 1974                       | Detroit          | Stati Uniti d'America |                                              |                                      |
| 11 settembre 1974                      | Toronto          | Canada                |                                              |                                      |
| 13 settembre 1974                      | Baltimora        | Stati Uniti d'America | University of Maryland Baltimore County      | aprono per Sha-Na-Na                 |
| 15 settembre 1974                      | Lockhaven        | Stati Uniti d'America | Thomas Fieldhouse                            | aprono per Kiss e Blue Öyster Cult   |
| 16 settembre 1974                      | Wilkes-Barre     | Stati Uniti d'America | Paramount Theatre                            | aprono per Kiss e Blue Öyster Cult   |
| 18 settembre 1974                      | Atlanta          | Stati Uniti d'America | Electric Ballroom                            | aprono per Kiss                      |
| 19 settembre 1974                      | Atlanta          | Stati Uniti d'America | Electric Ballroom                            | aprono per Kiss                      |
| 20 settembre 1974                      | Atlanta          | Stati Uniti d'America | Electric Ballroom                            | aprono per Kiss                      |
| 21 settembre 1974                      | Saint Petersburg | Stati Uniti d'America |                                              |                                      |
| 22 settembre 1974                      | Orlando          | Stati Uniti d'America |                                              |                                      |
| 23 settembre 1974                      | Gainesville      | Stati Uniti d'America |                                              |                                      |
| 24 settembre 1974                      | North Hampton    | Stati Uniti d'America | Roxy Theatre                                 |                                      |
| 25 settembre 1974                      | Columbus         | Stati Uniti d'America | Agora Ballroom                               |                                      |
| 27 settembre 1974                      | Worcester        | Stati Uniti d'America | Memorial Auditorium                          | aprono per T. Rex                    |
| 28 settembre 1974                      | Erie             | Stati Uniti d'America | County Fairgrounds                           | aprono per T. Rex                    |
| 29 settembre 1974                      | Evansville       | Stati Uniti d'America | Roberts Municipal Stadium                    | aprono per Kiss                      |
| 1º ottobre 1974                        | Jacksonville     | Stati Uniti d'America | Leone Cole Auditorium                        | aprono per Kiss                      |
| 3 ottobre 1974                         | Nashville        | Stati Uniti d'America | War Memorial Auditorium                      |                                      |
| 4 ottobre 1974                         | Houston          | Stati Uniti d'America | The Music Hall                               | aprono per Kiss                      |
| 6 ottobre 1974                         | Oak Brook        | Stati Uniti d'America | Oak Brook Forum                              | aprono per Steppenwolf               |
| 17 ottobre 1974                        | Dallas           | Stati Uniti d'America | Travis St. Electric                          |                                      |
| 18 ottobre 1974                        | Kansas City      | Stati Uniti d'America | Soldier & Sailors Memorial Auditorium        | aprono per Hawkwind                  |
| 19 ottobre 1974                        | Lincoln          | Stati Uniti d'America | Pershing Memorial Auditorium                 | aprono per Hawkwind                  |
| 20 ottobre 1974                        | Oklahoma City    | Stati Uniti d'America |                                              |                                      |
| 22 ottobre 1974                        | Wichita          | Stati Uniti d'America | The Brewery                                  | aprono per Hawkwind                  |
| 23 ottobre 1974                        | London           | Canada                | University of Western Ontario                | aprono per Nazareth                  |
| 24 ottobre 1974                        | Toronto          | Canada                | Massey Hall                                  | aprono per Nazareth                  |
| 25 ottobre 1974                        | Kingston         | Canada                | Grand Hall Queen's University                |                                      |
| 26 ottobre 1974                        | Hamilton         | Canada                | The Rock Pile                                | aprono per Nazareth                  |
| 28 ottobre 1974                        | Roslyn           | Stati Uniti d'America | My Father's Place                            |                                      |
| 29 ottobre 1974                        | Roslyn           | Stati Uniti d'America | My Father's Place                            |                                      |
| 31 ottobre 1974                        | Ottawa           | Canada                | Civic Centre                                 | data cancellata                      |
| 1º novembre 1974                       | Montréal         | Canada                | The Forum                                    | aprono per Rory Gallagher e Nazareth |
| 2 novembre 1974                        | Peterborough     | Canada                |                                              |                                      |
| 3 novembre 1974                        | Parsippany       | Stati Uniti d'America |                                              |                                      |
| 5 novembre 1974                        | New York         | Stati Uniti d'America | Beacon Theatre                               | aprono per Rory Gallagher            |
| 7 novembre 1974                        | Schaumburg       | Stati Uniti d'America | Beginnings                                   | aprono per Rory Gallagher            |
| 8 novembre 1974                        | Kitchener        | Canada                | Lyric Theater                                |                                      |
| 9 novembre 1974                        | Detroit          | Stati Uniti d'America | Michigan Palace                              |                                      |
| 10 novembre 1974                       | St. Louis        | Stati Uniti d'America | Ambassador Theatre                           |                                      |
| 11 novembre 1974                       | East Lansing     | Stati Uniti d'America |                                              |                                      |
| 12 novembre 1974                       | Milwaukee        | Stati Uniti d'America | Riverside Theatre                            | aprono per Rory Gallagher            |
| 13 novembre 1974                       | Toledo           | Stati Uniti d'America | Sports Arena                                 | aprono per Rory Gallagher            |
| 14 novembre 1974                       | Columbus         | Stati Uniti d'America | Veterans Memorial Auditorium                 | aprono per Rory Gallagher            |
| 15 novembre 1974                       | Chicago          | Stati Uniti d'America | Aragon Ballroom                              | aprono per Rory Gallagher            |
| 16 novembre 1974                       | Wichita          | Stati Uniti d'America | Orpheum Theatre                              |                                      |
| 19 novembre 1974                       | Seattle          | Stati Uniti d'America | Paramount Theatre                            | aprono per Rory Gallagher            |
| 20 novembre 1974                       | Portland         | Stati Uniti d'America | Paramount Theatre                            | aprono per Rory Gallagher            |
| 22 novembre 1974                       | San Diego        | Stati Uniti d'America | Tuesday Ballroom                             | aprono per Rory Gallagher            |
| 23 novembre 1974                       | Los Angeles      | Stati Uniti d'America | Shrine Auditorium                            | aprono per Rory Gallagher            |
| novembre 1974                          | Ventura          | Stati Uniti d'America | Ventura Theatre                              |                                      |
| 27 novembre 1974                       | Los Angeles      | Stati Uniti d'America | Whiskey A Go Go                              |                                      |
| 28 novembre 1974                       | Los Angeles      | Stati Uniti d'America | Whiskey A Go Go                              |                                      |
| 29 novembre 1974                       | Los Angeles      | Stati Uniti d'America | Whiskey A Go Go                              |                                      |
| 30 novembre 1974                       | Los Angeles      | Stati Uniti d'America | Whiskey A Go Go                              |                                      |
| 1º dicembre 1974                       | Los Angeles      | Stati Uniti d'America | Whiskey A Go Go                              |                                      |
| 12 dicembre 1974                       | Toronto          | Canada                | Convocation Hall                             |                                      |
| 16 dicembre 1974                       | Cleveland        | Stati Uniti d'America | Agora Ballroom                               |                                      |
| 17 dicembre 1974                       | Cleveland        | Stati Uniti d'America | Agora Ballroom                               |                                      |
| 20 dicembre 1974                       | Detroit          | Stati Uniti d'America | Michigan Palace                              | aprono per Kiss                      |
| 21 dicembre 1974                       | Detroit          | Stati Uniti d'America | Michigan Palace                              | aprono per Kiss                      |
| 22 dicembre 1974                       | New York         | Stati Uniti d'America | Electric Ladyland                            | esibizione radiodiffusa              |
| 28 dicembre 1974                       | Boston           | Stati Uniti d'America | Orpheum Theater                              | data cancellata                      |
| 29 dicembre 1974                       | Waterbury        | Stati Uniti d'America | Palace Theatre                               | data cancellata                      |
| 10 gennaio 1975                        | Rexdale          | Canada                | Humber College Cafeteria                     |                                      |
| 15 gennaio 1975                        | Winnipeg         | Canada                | Convention Centre                            |                                      |
| 17 gennaio 1975                        | Etobicoke        | Canada                |                                              |                                      |
| 19 gennaio 1975                        | Delhi            | Canada                | Belgian Club                                 |                                      |
| 29 gennaio 1975                        | Hamilton         | Canada                |                                              |                                      |
| 31 gennaio 1975                        | Detroit          | Stati Uniti d'America | Circus Circus                                |                                      |

All'elenco sopra esposto vanno aggiunti alcuni eventi particolari non inclusi nel calendario del tour:
- 16 ottobre 1974: Don Kirshner's Rock Concert, concerto filmato
  - brani eseguiti: Best I Can, In the Mood, Finding My Way
- 6 dicembre 1974: ABC Television's In Concert, concerto filmato

## Documentazione
Riguardo al Rush Tour sono reperibili le seguenti testimonianze audio ed audiovisive e cartacee:
- ABC 1974[3][4], album live del 2011 non incluso però nella discografia ufficiale del gruppo, Cleveland, 26 agosto 1974; tutte le tracce tranne Anthem, Beneath, Between & Behind e Fly by Night (Neil Peart alla batteria).
- The Lady Gone Electric[5][6], album live del 2015 non incluso però nella discografia ufficiale del gruppo, New York, 22 dicembre 1974[7]; include 3 brani bonus tratti dal Don Kirshner's Rock Concert del 16 ottobre 1974 (Neil Peart alla batteria).
- da R40, disco bonus: concerto filmato completo (8 pezzi) presso Laura Secord Secondary School, primavera 1974 (John Rutsey alla batteria).
- da R30: 30th Anniversary World Tour, disco 2: Finding My Way e In the Mood, tratti da Don Kirshner's Rock Concert, 16 ottobre 1974 (Neil Peart alla batteria).
- da Rush: Beyond the Lighted Stage (documentario), disco 2: Best I Can e Working Man, tratti da Laura Secord Secondary School, primavera 1974 (John Rutsey alla batteria).
- da Time Machine 2011: Live in Cleveland: Need Some Love, tratta da Laura Secord Secondary School, primavera 1974 (John Rutsey alla batteria).
- Rush Tourbook, pubblicato nell'ottobre 2020.